# Розсіяння Баба
Розсіяння Бабá (англ. Bhabha scattering) є процесом електрон-позитронного розсіяння у квантовій електродинаміці:
{\displaystyle e^{+}e^{-}\rightarrow e^{+}e^{-}}
Існують дві діаграми Фейнмана провідного порядку, що вносять вклад в амплітуду розсіяння: процес анігіляції та процес розсіяння. Розсіяння Баба названо на честь індійського фізика Хомі Баба.
Амплітуда розсіяння Баба використовується як монітор світності в електрон-позитронних колайдерах.

## Використання
Розсіяння Баба використовувалось як монітор світності в ряді експериментів на e+e– колайдерах, наприклад, на Великому електрон-позитронному колайдері. Точне вимірювання світності необхідно для точних вимірювань перерізів інших, більш рідкісних, процесів.
Електрон-позитронні колайдери, що працюють в районі низько розташованих адронних резонансів (приблизно від 1 до 10 ГеВ), такі як Пекінський електронний синхротрон (BES) та «B-фабрики» Belle II and BaBar, використовують розсіяння Баба на великі кути як монітор світності. Для досягнення бажаної точності на рівні 0,1 % експериментальні вимірювання необхідно порівняти з теоретичним розрахунком, що має включати квантово-електродинамічні поправки другого порядку. Високоточне вимірювання загального адронного перерізу при цих низьких енергіях є вирішальним вкладом у теоретичний розрахунок аномального магнітного моменту мюона, який використовується для пошуку фізики поза межами Стандартної моделі.

## Диференційний переріз
У першому наближенні, усереднений за спіном диференціальний переріз для цього процесу можна описати як
{\displaystyle {\frac {\mathrm {d} \sigma }{\mathrm {d} (\cos \theta )}}={\frac {\pi \alpha ^{2}}{s}}\left(u^{2}\left({\frac {1}{s}}+{\frac {1}{t}}\right)^{2}+\left({\frac {t}{s}}\right)^{2}+\left({\frac {s}{t}}\right)^{2}\right)\,}
де s, t і u — змінні Мандельштама, {\displaystyle \alpha } — стала тонкої структури, і {\displaystyle \theta } — кут розсіювання.
Цей поперечний переріз нехтує масою електрона (вважаючи її значно меншою за енергію процесу), і включає лише внесок від обміну фотонами. Це наближення добре працює за енергій зіткнень, що є малими порівняно з масою Z-бозону, близько 91 ГеВ: при вищих енергіях також стає важливим внесок від обміну Z-бозонів.

### Змінні Мандельштама
У цій статті змінні Мандельштама визначаються як
| {\displaystyle s=\,} | {\displaystyle (k+p)^{2}=\,}  | {\displaystyle (k'+p')^{2}\approx \,} | {\displaystyle 2k\cdot p\approx \,}   | {\displaystyle 2k'\cdot p'\,} |  |
| {\displaystyle t=\,} | {\displaystyle (k-k')^{2}=\,} | {\displaystyle (p-p')^{2}\approx \,}  | {\displaystyle -2k\cdot k'\approx \,} | {\displaystyle -2p\cdot p'\,} |  |
| {\displaystyle u=\,} | {\displaystyle (k-p')^{2}=\,} | {\displaystyle (p-k')^{2}\approx \,}  | {\displaystyle -2k\cdot p'\approx \,} | {\displaystyle -2k'\cdot p\,} |  |
де наближення справедливі для високих (релятивістських) енергій.

## Виведення неполяризованого перерізу

### Матричні елементи
Як діаграма розсіяння, так і діаграма анігіляції вносять внесок у матричний елемент процесу. Якщо позначити 4-імпульс позитрона як k і k' , а 4-імпульс електрона як p і p' , і використовуючи правила Фейнмана, можна вивести наступні матричні елементи:
|                                   | | | де {\displaystyle \gamma ^{\mu }\,} — гамма-матриці Дірака, {\displaystyle u,\ \mathrm {and} \ {\bar {u}}\,} — 4-спінори для ферміонів, а {\displaystyle v,\ \mathrm {and} \ {\bar {v}}\,} — 4-спінори для анти-ферміонів (див. Рівняння Дірака). |
|                                   | (розсіяння) | (анігіляція) | |
| {\displaystyle {\mathcal {M}}=\,} | {\displaystyle -e^{2}\left({\bar {v}}_{k}\gamma ^{\mu }v_{k'}\right){\frac {1}{(k-k')^{2}}}\left({\bar {u}}_{p'}\gamma _{\mu }u_{p}\right)} | {\displaystyle +e^{2}\left({\bar {v}}_{k}\gamma ^{\nu }u_{p}\right){\frac {1}{(k+p)^{2}}}\left({\bar {u}}_{p'}\gamma _{\nu }v_{k'}\right)} | |

Зверніть увагу, що між двома діаграмами є різниця у знаку.

### Квадрат матричного елемента
Для обчислення неполяризованого перерізу потрібно усереднити за можливими значеннями спінів вхідних частинок (se- та se+) і підсумувати за спінами вихідних частинок. Це,
| {\displaystyle {\overline {\|{\mathcal {M}}\|^{2}}}\,} | {\displaystyle ={\frac {1}{(2s_{e-}+1)(2s_{e+}+1)}}\sum _{\mathrm {spins} }\|{\mathcal {M}}\|^{2}\,}                  |
|                                                        | {\displaystyle ={\frac {1}{4}}\sum _{s=1}^{2}\sum _{s'=1}^{2}\sum _{r=1}^{2}\sum _{r'=1}^{2}\|{\mathcal {M}}\|^{2}\,} |
Спочатку можна обчислити {\displaystyle |{\mathcal {M}}|^{2}\,}:
| {\displaystyle \|{\mathcal {M}}\|^{2}\,}= | {\displaystyle e^{4}\left\|{\frac {({\bar {v}}_{k}\gamma ^{\mu }v_{k'})({\bar {u}}_{p'}\gamma _{\mu }u_{p})}{(k-k')^{2}}}\right\|^{2}\,} | (розсіяння)     |
|                                           | {\displaystyle {}-e^{4}\left({\frac {({\bar {v}}_{k}\gamma ^{\mu }v_{k'})({\bar {u}}_{p'}\gamma _{\mu }u_{p})}{(k-k')^{2}}}\right)^{*}\left({\frac {({\bar {v}}_{k}\gamma ^{\nu }u_{p})({\bar {u}}_{p'}\gamma _{\nu }v_{k'})}{(k+p)^{2}}}\right)\,} | (інтерференція) |
|                                           | {\displaystyle {}-e^{4}\left({\frac {({\bar {v}}_{k}\gamma ^{\mu }v_{k'})({\bar {u}}_{p'}\gamma _{\mu }u_{p})}{(k-k')^{2}}}\right)\left({\frac {({\bar {v}}_{k}\gamma ^{\nu }u_{p})({\bar {u}}_{p'}\gamma _{\nu }v_{k'})}{(k+p)^{2}}}\right)^{*}\,} | (інтерференція) |
|                                           | {\displaystyle {}+e^{4}\left\|{\frac {({\bar {v}}_{k}\gamma ^{\nu }u_{p})({\bar {u}}_{p'}\gamma _{\nu }v_{k'})}{(k+p)^{2}}}\right\|^{2}\,} | (анігіляція)    |

### Член розсіяння (t-канал)

#### Квадрат матричного елемента
| {\displaystyle \|{\mathcal {M}}\|^{2}\,} | {\displaystyle ={\frac {e^{4}}{(k-k')^{4}}}{\Big (}({\bar {v}}_{k}\gamma ^{\mu }v_{k'})({\bar {u}}_{p'}\gamma _{\mu }u_{p}){\Big )}^{*}{\Big (}({\bar {v}}_{k}\gamma ^{\nu }v_{k'})({\bar {u}}_{p'}\gamma _{\nu }u_{p}){\Big )}\,}                                         | {\displaystyle (1)\,} |  |
|                                          | {\displaystyle ={\frac {e^{4}}{(k-k')^{4}}}{\Big (}({\bar {v}}_{k}\gamma ^{\mu }v_{k'})^{*}({\bar {u}}_{p'}\gamma _{\mu }u_{p})^{*}{\Big )}{\Big (}({\bar {v}}_{k}\gamma ^{\nu }v_{k'})({\bar {u}}_{p'}\gamma _{\nu }u_{p}){\Big )}\,}                                     | {\displaystyle (2)\,} |  |
|                                          | {\displaystyle ={\frac {e^{4}}{(k-k')^{4}}}{\Big (}\left({\bar {v}}_{k'}\gamma ^{\mu }v_{k}\right)\left({\bar {u}}_{p}\gamma _{\mu }u_{p'}\right){\Big )}{\Big (}\left({\bar {v}}_{k}\gamma ^{\nu }v_{k'}\right)\left({\bar {u}}_{p'}\gamma _{\nu }u_{p}\right){\Big )}\,} | {\displaystyle (3)\,} |  |
|                                          | {\displaystyle ={\frac {e^{4}}{(k-k')^{4}}}\left({\bar {v}}_{k'}\gamma ^{\mu }v_{k}\right)\left({\bar {v}}_{k}\gamma ^{\nu }v_{k'}\right)\left({\bar {u}}_{p}\gamma _{\mu }u_{p'}\right)\left({\bar {u}}_{p'}\gamma _{\nu }u_{p}\right)\,}                                 | {\displaystyle (4)\,} |  |

#### Сума за спінами
Далі треба просумувати спіни всіх чотирьох частинок. Позначимо спін електрона як s і s' , а спін позитрона як r і r' .
| {\displaystyle \sum _{\mathrm {spins} }\|{\mathcal {M}}\|^{2}\,} | {\displaystyle ={\frac {e^{4}}{(k-k')^{4}}}\left(\sum _{r'}{\bar {v}}_{k'}\gamma ^{\mu }(\sum _{r}v_{k}{\bar {v}}_{k})\gamma ^{\nu }v_{k'}\right)\left(\sum _{s}{\bar {u}}_{p}\gamma _{\mu }(\sum _{s'}{u_{p'}{\bar {u}}_{p'}})\gamma _{\nu }u_{p}\right)\,}                                                                                                   | {\displaystyle (5)\,} |  |
|                                                                  | {\displaystyle ={\frac {e^{4}}{(k-k')^{4}}}\operatorname {Tr} \left({\Big (}\sum _{r'}v_{k'}{\bar {v}}_{k'}{\Big )}\gamma ^{\mu }{\Big (}\sum _{r}v_{k}{\bar {v}}_{k}{\Big )}\gamma ^{\nu }\right)\operatorname {Tr} \left({\Big (}\sum _{s}u_{p}{\bar {u}}_{p}{\Big )}\gamma _{\mu }{\Big (}\sum _{s'}{u_{p'}{\bar {u}}_{p'}}{\Big )}\gamma _{\nu }\right)\,} | {\displaystyle (6)\,} |  |
|                                                                  | {\displaystyle ={\frac {e^{4}}{(k-k')^{4}}}\operatorname {Tr} \left((k\!\!\!/'-m)\gamma ^{\mu }(k\!\!\!/-m)\gamma ^{\nu }\right)\cdot \operatorname {Tr} \left((p\!\!\!/'+m)\gamma _{\mu }(p\!\!\!/+m)\gamma _{\nu }\right)\,} | {\displaystyle (7)\,} |  |
|                                                                  | {\displaystyle ={\frac {e^{4}}{(k-k')^{4}}}\left(4\left({k'}^{\mu }k^{\nu }-(k'\cdot k)\eta ^{\mu \nu }+k'^{\nu }k^{\mu }\right)+4m^{2}\eta ^{\mu \nu }\right)\left(4\left({p'}_{\mu }p_{\nu }-(p'\cdot p)\eta _{\mu \nu }+p'_{\nu }p_{\mu }\right)+4m^{2}\eta _{\mu \nu }\right)\,}                                                                           | {\displaystyle (8)\,} |  |
|                                                                  | {\displaystyle ={\frac {32{e^{4}}}{(k-k')^{4}}}\left((k'\cdot p')(k\cdot p)+(k'\cdot p)(k\cdot p')-m^{2}p'\cdot p-m^{2}k'\cdot k+2m^{4}\right)\,} | {\displaystyle (9)\,} |  |

Хоча ця формула є точною, у випадку електронів зазвичай досліджують масштаби енергій, які набагато перевищують масу електрона. Нехтування масою електрона тоді дає спрощений вигляд:
| {\displaystyle {\frac {1}{4}}\sum _{\mathrm {spins} }\|{\mathcal {M}}\|^{2}\,} | {\displaystyle ={\frac {32e^{4}}{4(k-k')^{4}}}\left((k'\cdot p')(k\cdot p)+(k'\cdot p)(k\cdot p')\right)\,}              |
|                                                                                | {\displaystyle ={\frac {8e^{4}}{t^{2}}}\left({\tfrac {1}{2}}s{\tfrac {1}{2}}s+{\tfrac {1}{2}}u{\tfrac {1}{2}}u\right)\,} |
|                                                                                | {\displaystyle =2e^{4}{\frac {s^{2}+u^{2}}{t^{2}}}\,}                                                                    |

### Член анігіляції (s-канал)
Процес отримання матричного елемента для анігіляції подібний до вищезазначеного. Оскільки дві діаграми перетворюються одна в одну прости поворотом, а частинки початкового та кінцевого стану однакові, достатньо переставити імпульси, що дає
| {\displaystyle {\frac {1}{4}}\sum _{\mathrm {spins} }\|{\mathcal {M}}\|^{2}\,} | {\displaystyle ={\frac {32e^{4}}{4(k+p)^{4}}}\left((k\cdot k')(p\cdot p')+(k'\cdot p)(k\cdot p')\right)\,}               |
|                                                                                | {\displaystyle ={\frac {8e^{4}}{s^{2}}}\left({\tfrac {1}{2}}t{\tfrac {1}{2}}t+{\tfrac {1}{2}}u{\tfrac {1}{2}}u\right)\,} |
|                                                                                | {\displaystyle =2e^{4}{\frac {t^{2}+u^{2}}{s^{2}}}\,}                                                                    |
(Цей результат пропорційний {\displaystyle (1+\cos ^{2}\theta )}, де {\displaystyle \theta } — кут розсіяння в системі центру мас.)

### Рішення
Оцінка останнього, інтерференційного члена за тим самим принципом, та додавання трьох членів, дає кінцевий результат:
{\displaystyle {\frac {\overline {|{\mathcal {M}}|^{2}}}{2e^{4}}}={\frac {u^{2}+s^{2}}{t^{2}}}+{\frac {2u^{2}}{st}}+{\frac {u^{2}+t^{2}}{s^{2}}}\,}